# Стад дю Фор Карре
Стад дю Фор Карре (фр. Stade du Fort Carré) — многофункциональный стадион в городе Антиб, Франция. Являлся одной из арен чемпионата мира по футболу 1938 года. С 1912 года по настоящее время является домашним стадионом для клуба Антиб. Расположен на территории прилегающей к Форту Карре. Имеет 2 каменные трибуны, вместимость — 4000 мест.
На момент проведения чемпионата мира стадион вмещал 24 000 зрителей, и являлся самым большим на юго-востоке Франции. В рамках чемпионата мира 1938 года принимал один матч на стадии 1/4 финала между сборными Швеции и Кубы, который состоялся 12 июня, в присутствии 7 000 зрителей, завершился со счетом 8:0 в пользу шведов.